# Anisodes interpolis
Anisodes interpolis är en fjärilsart som beskrevs av Louis Beethoven Prout 1938. Anisodes interpolis ingår i släktet Anisodes och familjen mätare. Inga underarter finns listade i Catalogue of Life.